# Яківка
Я́ківка — село Обертинської селищної громади в Івано-Франківському районі Івано-Франківської області.

## Місце знаходження
Село розташоване на сході Івано-Франківського району в етнографічному районі — Покуття. Яківка знаходиться на відстані 66 км від Івано-Франківська, 31 км від Тлумача, 20 км від Коломиї. Із заходу та півночі село межує із селищами Обертин, селами Жуків та Гончарів Івано-Франківського району. З південного сходу має спільний кордон із селами Джурків і Велика Кам'янка Коломийського району. Географічне положення Яківки досить вигідне, адже воно має непогане транспортне сполучення із найближчими містами — Коломиєю, Тлумачем та Городенкою.
З півночі село обгинає річка Чорнява, одна з приток Пруту. Місцеві жителі називають річку Чорнова, адже вода у ній досить каламутна. Колись яківчани вимочували у річці коноплю. Сьогодні вона досить сильно обміліла, але там, як і колись ловлять рибу, раків і плавають місцеві діти.
Село розміщене на Обертинсько-Городенківській височині, хоча сам населений пункт знаходиться на рівнинній місцевості. Клімат характеризується як м'який і в міру вологий. Середня температура січня становить −15°С, а середня температура липня + 17,9°С. Річна кількість опадів сягає 600 міліметрів. На території села переважають західні та південно-східні вітри. Достатня кількість опадів, сприятливий температурний режим створюють чудові умови для вирощування багатьох сільськогосподарських культур.
На корисні копалини село Яківка бідне. Лісу немає, хоча колись із заходу ліс був, тягнувся до кам'янецького і жуківського лісів. До недавніх часів були поклади торфу, але їх запаси вичерпалися. Є в селі великі запаси глини, до 90-х років XX століття. діяла цегельня, на якій працювало багато яківчан. Але зараз на місці цегельного заводу одні руїни.
Головне природне багатство села — родюча земля.

## Історичний розвиток
Давніх поселень на території села не виявлено, але досі збереглися перекази, що раніше тут існувало село, яке чомусь провалилося під землю — «пішки у прірву». Досі в народі зберігається назва урочища — «Прірва», де за легендою і було те поселення. Також яківчани під час Великодніх свят ходять на те місце, шукають у полі криничку, щоб над нею послухати, як грають дзвони у «прірві».
Через відносну молодість села, нема відомостей про те, що тут відбувалося в період середньовіччя. До території села доходили війська Кримського Ханства, адже досі збереглося багато географічних назв, що засвідчують це. Зокрема це назва селища Обертин, що походить від слова «обернути». Адже на цьому місці відбувалася битва з татарами, що програли її, і змушені були обернутися назад.
Також про наявність тут татарських загонів свідчать назва хутора Нетребівка, який розміщений між Яківкою та Обертином. Як розповідають місцеві легенди, татари наробили людям великого горя. Тому ці люди молилися Богові просячи, що не потрібно більше такого лиха.
Як розповідають Корнута Дмитро Петрович, на території села знаходиться дві козацькі могили. Досі видно два пагорби на рівнинній місцевості в східній і західній околиці села. Одна могила знаходиться на городі Луцика Івана Васильовича, а друга біля тракторної бригади. На цих могилах стояли на стовпах бочки зі смолою, а під ними на чатах односельці, які дивилися навкруги, чи не видно вогнів, попереджували про небезпеку. З однієї могили дивилися в сторону Обертина і Жукова, з іншої в бік Джуркова і Кам'янки.
Село Яківка (до 1946 року Якубівка) засноване у 1673 році. Назва села походить від імені польського поміщика Якуба Ромашки, який жив у Городенці, а тримав землі, де виникло село Яківка. На цих землях були пасовища, пастухи з родини Мрака випасали коней англійської породи — баків. Їх готовили до війська. На території теперішньої ферми була конюшня. На вулиці Дворищі (тепер Черемшини) були конюшні для кобило-маток. Коней випасали пастухи, на прізвище Мрака. Тепер це прізвище не збереглося. Рільництва не було.
На полюванні пан Якуб Ромашко і пан з П'ядик зговорились, що ця територія відійде до пана з П'ядика. Останній був з родини Габсбургів Цолунген. Він був обдарований землями на території П'ядик і Великої Кам'янки за австрійської цісарівни Марії Терези. На території нашого села завів рільництво і пересилив сюди людей ще з навколишніх околиць. З Великої Кам'янки — Гуменюків і Приймаків, з Буковини — Загрійчуків і Федораків, з Тлумача — Луциків, з П'ядик — Мельничуків і Ткачуків, з Яблунева — Гринюків.
7 червня 1946 року указом Президії Верховної Ради УРСР село Якубівка Обертинського району перейменовано на село Яківка і Якубівську сільську раду — на Яківська.

## Видатні мешканці села
- Костюк Володимир Миколайович (1981-2014) — український військовослужбовець, капітан 3 рангу (посмертно) Збройних сил України, учасник російсько-української війни.
- Владислав Козицький (1879—1936) — польський історик мистецтва, критик, драматург.
- Луцик Михайло Васильович (2000-2022)
- Собестиян Василь Іванович (1973-2022)
- Погорілий Василь Петрович (1994-2022)
- Прядка Павло Олександрович (1991-2024)
- Золотарчук Володимир Васильович (1976-2024)

## Світлини

## Релігія
З часів Незалежності України стрімко розвивалась громада Української Греко-Католицької церкви Обертинського деканату. Місцевий священник о. Володимир Дячук з Божою силою і разом з парафіянами спорудили храм Пресвятої Богородиці Діви Марії.
Також більша частина селян сповідує православ'я. Вже, як два століття поспіль у місцевій церкві Пресвятої Богородиці Діви Марії відправляються Божественні Літургії. Душпастирське служіння Богові та людям справляє митрофорний протоієрей о. Петро Кузьмин. Громада належить до Івано-Франківської єпархії ПЦУ.
| Україна | Це незавершена стаття з географії України. Ви можете допомогти проєкту, виправивши або дописавши її. |